# 1908 en santé et médecine
| Années de la santé et de la médecine : 1905 - 1906 - 1907 - 1908 - 1909 - 1910 - 1911    |
| Décennies de la santé et de la médecine : 1870 - 1880 - 1890 - 1900 - 1910 - 1920 - 1930 |

Cet article présente les faits marquants de l'année 1908 en santé et médecine.

## Événements
- 2 février : Rencontre à Vienne entre Freud et le psychiatre hongrois Sandor Ferenczi.
- 6 février : Première auto-transplantation rénale, réalisée sur une chienne par Alexis Carrel.
- 27 avril : Premier congrès international de psychanalyse à Salzbourg.
- 21 juin : Rimski-Korsakov meurt d'un infarctus du myocarde[1].
- 3-5 septembre : Dixième session, tenue à Genève, du Congrès français de médecine[2].
- 5 septembre : Parution de la 5e édition du Codex[3],[4].
- 25 octobre : Inauguration du centre hospitalier de Givors[5],[6],[7].
- 1er novembre : Ouverture de la pharmacie mutualiste de Lorient[8].
- Ouverture, au Mans, de la pharmacie Dallier-Albert-Buisson[9].

## Publications
- Henri Bertrand, Le druidisme et la médecine en Gaule, thèse, Montpellier.

## Prix
- Prix Nobel de médecine : Paul Ehrlich et Élie Metchnikov, « en reconnaissance de leurs travaux sur l'immunité[10] ».

## Naissances
- 13 février : Marcel Baltazard (mort en 1971), épidémiologiste et biologiste français.
- 3 mai : Fernand Gallais (mort en 2002), biochimiste et pharmacologiste français[11].
- 7 mai : Leo Sternbach (mort en 2005), pharmacologue américain.
- 15 mai : Jacques Oudin (mort en 1985), immunologiste français, récipiendaire du prix Paul-Ehrlich-et-Ludwig-Darmstaedter en 1961 et de la médaille d'or du CNRS en 1972.
- 17 juin : Jacques Ménétrier, médecin français, mort le 28 juillet 1986.
- 10 juillet : Marion Cahour, médecin française, connue pour son engagement humanitaire, morte le 23 octobre 2000.
- 14 juillet : Jean Michel (mort en 1944), médecin français torturé et abattu en représailles des soins apportés à des maquisards blessés.
- 21 novembre : Tadeusz Pankiewicz (mort en 1993), pharmacien polonais, Juste parmi les nations.
- 23 novembre : Peter Emil Becker (mort en 2000), neurologue, psychiatre et généticien allemand.

## Décès
- 13 avril : Victor Cornil (né en 1837), histologiste, anatomo-pathologiste et homme politique français.
- 15 avril : Antoine Béchamp (né en 1816), médecin, chimiste et pharmacologiste français.
- 24 avril : Victor Galtier (né en 1846), vétérinaire français, spécialiste des maladies contagieuses, de la police sanitaire et du droit médical.
- 24 avril : Alfred Riche (né en 1829), chimiste et pharmacologiste français[12].
- 12 juin : Jean-Louis Rouis (né en 1822), médecin, officier du corps de santé des armées françaises[13].
- 18 juin : Auguste Reverdin (né en 1848), chirurgien suisse, spécialiste de l'asepsie et de l'antisepsie[14].
- 30 juin : Eugène Gilson (né en 1862), médecin belge[15].
- 9 juillet : Masanao Gotō (né en 1857), léprologue japonais.
- 17 octobre : Paul Berger (né en 1845), chirurgien, obstétricien et clinicien français.
- 10 novembre : Marie-Théophile Griffon du Bellay (né en 1829), médecin et explorateur français.
- 18 novembre : Ernest Hamy (né en 1842), anthropologue et ethnologue français, médecin de formation.
- 19 novembre : Georges Félizet (né en 1844, chirurgien français[16].
- 24 novembre : Alix Joffroy (né en 1844), neurologue, neuropathologiste et psychiatre français, élève de Charcot.
- 5 décembre : Charles Edward Beevor (né en 1854), neurologue et anatomiste anglais.
- 18 décembre : Jules Chauvel (né en 1841), ophtalmologiste français[17].
- 24 décembre : René Henri Blache (né en 1839), médecin français[18].

Date inconnue
- Raoul Baron (né en 1852), vétérinaire, spécialiste de l'élevage, inventeur du concept de zootechnie, directeur de l'école vétérinaire d'Alfort de 1920 à 1923[19].
- Emmanuel Blanche (né en 1824), médecin et naturaliste français[20].
- Albert Carrier (né en 1841), médecin français[21].
- Charles Chamberland (né en 1851), biologiste et physicien français, spécialiste de la stérilisation, collaborateur de Pasteur.
- Justin Lemaistre (né en 1847), médecin français[22].